# Cursillo
A Cursillo (a spanyol szó magyaros ejtése: kurszijjó) a római katolikus egyház egyik jelentős, nemzet- és felekezetközileg elterjedt megújulási mozgalma. A Cursillo egy Szentháromság hívő kereszténységről szóló háromnapos, intenzív, bentlakásos tanfolyam, ahol bemutatják röviden e keresztény hit alapvető tanítását, és ezen keresztül megismertetik Jézus Krisztus személyét, lelkiségét is. Célja ennek a keresztény hitnek elmélyítése és megújítása. Többek szerint lelkigyakorlat, amelyet Magyarországon a jezsuiták és verbiták szerveznek. A cursillisták egyik legelterjedtebb jelképe a szivárvány színű halacska.

## Kialakulása
Az 1936 és 1939 között dúló spanyol polgárháború hatására morálisan szétzüllött ország lelki megújulásának elősegítésére a római katolikus egyház nagyszabású ifjúsági zarándoklatokat szervezett Santiago de Compostela-ba, Szent Jakab sírjához. A zarándoklatok lelki vezetője, Manuel Apareci és munkatársai a vezetőknek rövid tanfolyamokat (ez a spanyol cursillo szó jelentése) szerveztek papok és világiak vezetésével. Az egyhetes tanfolyamok egy napos lelkigyakorlattal kezdődtek és alapvető céljuk az volt, hogy a résztvevők lelki élete erősödjön. A tanfolyam során előadások hangzottak el a lelki vezető, és a szervező világiak részéről, különböző témákban. 1943. nagyhete utáni időszakban a tanfolyamok szervezésébe bevonták Eduardo Bonnin Aguilót is, aki úgy látta, hogy létre kellene hozni valami olyat, ami nemcsak egyszer történő esemény, mint a zarándoklat, hanem hatással van a mindennapi életre és a környezetre. Összegezve a tanfolyamon kapott élményét és saját tapasztalatait, társaival kifejlesztette a Cursillo módszerét. 
Hosszú előkészületek után az első háromnapos tanfolyam Cursillo de Cristianidad (kereszténység kis kurzusa) néven a spanyolországi Mallorca szigetének fővárosában, Palma de Mallorcán volt, 1947. január 17-től. Az 1948. augusztus 15-én tartott zarándoklat – melyen mintegy 120.000 fiatal vett részt – olyan impulzust adott, hogy 1949. január 7-10. között ismét tartottak tanfolyamot Mallorca szigetén, de most már azzal a céllal, hogy ez rendszeressé váljon. Ettől kezdődően szerveztek csoport összejöveteleket. Az így létrejött mozgalom szempontjából (ami az első összejövetelről kapta a nevét) ezt tekintik az első tanfolyamnak, bár ezek sorában már a hatodik volt. Bonnin a Cursillo módszerét úgy dolgozta ki, hogy az a különféle társadalmi és kulturális környezetből érkező hívők vagy éppen (még) nem hívők számára egyaránt alkalmazható legyen, tehát a résztvevők nemétől, családi helyzetétől, felekezetétől, korától, képzettségétől és társadalmi helyzetétől függetlenül is érvényes, így a kezdetektől napjainkig számos országban és számos felekezetben tartottak-tartanak cursillót (az egész világon eddig kb. 20 millió katolikus végezte el). 1963-ban VI. Pál pápa Szent Pál apostolt nevezte meg a mozgalom védőszentjeként.
Magyarországon 1989. április 13-16. között Iszkaszentgyörgyön tartották az első cursillót bécsiek, élükön a spanyol Josef Cascales Claretiner szerzetes pap irányításával, aki 1960 óta a mozgalom elindítója a német nyelvterületen. Az első tanfolyamot 1990-ben Szombathelyen Gaál Jenő verbita szerzetes pap szervezte meg, kanadai magyarok közreműködésével. Azóta a római katolikusok mellett a görögkatolikusok (2000. február 10-13. Máriapócs) és a reformátusok (2005. Nyárlőrinc) is megrendezik a cursillos alkalmakat, és máig összesen kb. 20.000 fő vett rajtuk részt. Formálódóban van az evangélikus cursillo is. Hazánkban a cursillot végzettek, a cursillisták száma meghaladja a tízezret. A Cursillo magyarországi történetének fontos eseménye volt 1997-ben – az akkor nyolcvanegy éves – Eduardo Bonnin budapesti látogatása. A millennium évében, 2000 júliusában pedig Magyarországról és Erdélyből kétszázötven fős cursillós csoport zarándokolt Rómába, ahol találkozhattak II. János Pál pápával is.
A magyarországi Cursillo lelkiség elterjesztésében és működtetésében kiemelt szerepet játszott Beöthy Tamás jezsuita szerzetes, aki 1991. július 5-től 2007-ig volt az Esztergom-Budapesti főegyházmegye Cursillo Mozgalom lelki vezetője.

## Célja
Célja a Szentháromság hívő keresztény hit elmélyítése és megújítása, a társadalmi és egyházi felelősség ébresztése, az egyes ember – és ezzel együtt a társadalom – lelki, mentális értelemben vett támogatása. Végső célja, hogy az egyháznak megújulásában még nagyobb lendületet adjon. Eszköze a személyes hittapasztalatok kicserélése és kis közösségek kialakítása, mellyel a kallódókat, a keresőket is megpróbálja felkarolni. Eduardo Bonnin azt hirdette: "tegyétek mindazt, ami keresztény, egyszerű, konkrét és lehetséges" – ez mindennek az alapja. Fő gondolata, hogy a világot, az embereket alapvetően nem a "szervezés", nem egy-egy intézmény mozgatja, sokkal inkább a közvetlen környezet, melyben élnek – vagyis a környezetet kell megváltoztatni. Keresztény szellemben igyekszik átalakítani a munkahelyi légkört, tartalmasabbá tenni a családi életet, ami nem tanítással, meggyőzéssel, hanem személyes példával, az önfeláldozó élet mintáját adva, és barátságok kialakításával érhető el. Ez utóbbi kis közösségben könnyebben megvalósítható. A magyarországi cursillo célja, hogy az erkölcs megerősítésével javuljanak a közállapotok, és Magyarország újra keresztény legyen.
A résztvevők többnyire munkaviszonyban állók, így életkoruk 25-60 év közötti, számuk 25 fő körül van. A részvételhez szükséges a jelölés, ami az egyházközség lelkipásztora és egy cursillista javaslatán alapszik. Olyanokat várnak, akik a kereszténységet már ismerik, életük rendezett, vagy rendezhető és alkalmassá válhatnak kereszténységük továbbadására, tehát felnőtt, egészséges emberek. A jelölteket a javaslat alapján a munkatársak személyes beszélgetés során felkészítik a tanfolyamra. A tanfolyam három és fél napig, azaz csütörtök 17:30-tól vasárnap 19 óráig tart bentlakással, amit papok és laikusok vezetnek. Az előadások témája kötött, a nemzetközi gyakorlatban kialakított vázlatokon alapulnak. Hasonló módon rögzített a 3 nap programja is. A hétvége egymásra épülő témái miatt a résztvevőknek a 3 nap teljes egészén mindenképpen jelen kell lenniük. Ettől eltérni nem tudnak. Az előadások inkább beszélgetések, mert nagy szerepet kapnak bennük a hasonlatok, példák, személyes élmények, a tanúságtétel.
A katolikus cursillókon péntektől vasárnapig naponta közös szentmisén vesznek részt. A tanfolyam lényege az ott szerzett személyes vallásos élmény. A résztvevők – Krisztussal és egymással barátságot kötve – megtapasztalhatják a közösségi lét örömét, ami alapján később vállalni tudják az apostoli küldetést: Jézus Krisztus evangéliumának hirdetését, a kereszténység megismertetését a társadalommal. A három nap eredményeként a cursillista megkapja az említett apostoli küldetést. A cursillo a tapasztalatok szerint örömöt ad, aktivizálja az embert, és tettekre sarkall, hogy magunkat és környezetünket is jobbá tegyük. A tanfolyamon többnyire külön vesznek részt a férfiak és a nők, hogy az oldott, őszinte, baráti légkör gyorsan kialakuljon.
A hazatérő cursillista élménye hamarosan elhalványul, ha azt tovább nem táplálja. Erre három támaszt kap útravalóul:
1. rövid kis útmutatót, programot a hitélet elmélyítéséhez, mely a keresztény élet legfontosabb területeire – a szerető Isten megismerésére, személyes kapcsolatunkra Istennel, és az apostolság feladataira – összpontosít,
2. a kis közösséget (csoportot), amely befogadja és segíti a megkezdett úton,
3. a csoportok találkozóját, az ultreya-t (magyarul "előre" biztatást jelent), ahol a csoportok beszámolóikkal egymás példájából merítenek; a katolikus találkozók végén lehetőség szerint szentmisén vesznek részt, vagy szentségimádást tartanak a helyi adottságok szerint.

A Cursillo életében a csoportnak van a legnagyobb jelentősége. A csoportokat 3-5 fő alkotja, melyben nők és férfiak – a mélyebb megnyílás érdekében – külön vannak, de nem lehetetlen, hogy a csoportokban együtt legyenek. Az összejöveteleket ideális esetben hetente tartják 1-1,5 órára. Megbeszélik a lelki útmutató szerint az elmúlt hét eseményeit, sikereit, kudarcait. Beszámolnak közösen végzett apostoli munkáikról. Az összejövetelt mindig a Szentlélek segítségül hívásával kezdik, és hálaadással zárják.

## Szervezete
A mozgalomnak nincs hierarchikus felépítése. A legmagasabb szintű felelős vezető az egyházmegye püspöke. A közösség nem különül el az egyházmegyei élettől, hanem szervesen kapcsolódik az ott folyó lelkipásztori munkához. A Cursillo csak akkor kezdi el működését egy egyházmegyében, ha tevékenységére a megyés püspök áldását adta. A mozgalom vezetői világiak és egy pap, akit az egyházmegye vezetője bíz meg. Ennél magasabb szinten csupán koordináció folyik az egység megtartása érdekében (pl.: egységes imakönyv, beszélgetések és a munkatársképzés tematikája, tapasztalatok átadása, közös rendezvények szervezése). A nemzetközi koordinációt a négy régió titkársága (Európa, Ázsia, Dél-Amerika és az angol nyelvterület) látja el. Munkájukat a világ titkárság fogja össze. A régió- és világ titkárság négy-évente új országban van. E munkacsoportok foglalkoznak pl. a mozgalom aktuális kérdéseivel, szervezik a nemzetközi találkozókat.